# Sólo Tango
TangoCity, conocido anteriormente como Sólo Tango, fue un canal de televisión de Argentina dedicado al tango, la milonga y programas de entretenimiento fundado en 1995.
Entre sus programas destacaban presentaciones profesionales de tango, documentales sobre personalidades importantes e historia del género, así como de lecciones de baile.
El canal fue retirado del aire en enero de 2011, quedando en su lugar Turismo Visión Argentina, un nuevo canal dedicado al turismo. Pero Sólo Tango es revivido en junio de 2011, tomando el nombre de su sitio web TangoCity.com volviendo a emitir su programación habitual, esta vez bajo la órbita de Tango Virtual S.A., asociación entre Juan Fabbri y CMD, una empresa del Grupo Clarín. En septiembre de 2016 cesó sus transmisiones definitivamente, mientras que su sitio web fue cerrado en 2020.